# Nick Cogley
Pour les articles homonymes, voir Cogley.
Nick Cogley (1869-1936) est un acteur, réalisateur et scénariste du cinéma muet américain qui apparaît dans plus de 170 films entre 1909 et 1934.

## Filmographie partielle

### Comme acteur
- 1910 : The Sanitarium
- 1911 : The New Superintendent de Francis Boggs
- 1911 : Old Billy de Francis Boggs
- 1911 : Their Only Son de Francis Boggs
- 1911 : Stability vs. Nobility de Hobart Bosworth
- 1911 : On Separate Paths de Francis Boggs
- 1911 : Slick's Romance de Francis Boggs
- 1911 : Where There's a Will, There's a Way de Francis Boggs
- 1911 : A Modern Rip de Hobart Bosworth
- 1911 : The Herders de Francis Boggs
- 1911 : Captain Brand's Wife de Francis Boggs
- 1911 : The Profligate de Francis Boggs
- 1911 : In the Shadow of the Pines de Hobart Bosworth
- 1911 : A Diamond in the Rough de Francis Boggs
- 1911 : Out-Generaled de Francis Boggs
- 1912 : The End of the Romance de Frank Montgomery
- 1912 : A Child of the Wilderness de Hobart Bosworth
- 1912 : The Man from Dragon Land de Fred Huntley
- 1912 : Disillusioned de Hobart Bosworth
- 1912 : The Peacemaker, de Francis Boggs
- 1912 : Pansy de Fred Huntley
- 1912 : Brains and Brawn de Fred Huntley
- 1912 : The Lost Hat de Frank Montgomery
- 1912 : The Sergeant's Boy de Thomas H. Ince
- 1912 : On Secret Service de Walter Edwards
- 1913 : Mabel en soirée (A Strong Revenge) de Mack Sennett
- 1913 : Le Héros de Mabel (Mabel's New Hero) de Mack Sennett
- 1913 : Murphy's I.O.U. de Henry Lehrman
- 1913 : Les Policiers du village de Henry Lehrman
- 1913 : That Ragtime Band de Mack Sennett
- 1913 : Fatty et le Voleur (The Gangsters) de Henry Lehrman
- 1913 : Passions, He Had Three de Henry Lehrman
- 1913 : Help! Help! Hydrophobia! de Henry Lehrman
- 1913 : Peeping Pete de Mack Sennett
- 1913 : A Bandit de Mack Sennett
- 1913 : La Reine des bohémiens (The Gypsy Queen) de Mack Sennett
- 1913 : Mother's Boy de Henry Lehrman
- 1913 : Two Old Tars de Henry Lehrman
- 1913 : The Janitor de Wilfred Lucas
- 1913 : Fatty à San Diego (en) (Fatty at San Diego) de George Nichols
- 1913 : Mabel a le mal de mer (Love Sickness at Sea) de Mack Sennett
- 1913 : Cohen sauve l'armée (Cohen saves the flag) de Mack Sennett
- 1913 : The Woman Haters de Henry Lehrman
- 1913 : Mabel tambour-major (Zuzu, the Band Leader) de Mack Sennett
- 1914 : Les Bandits du village (In the Clutches of the Gang) de George Nichols
- 1914 : La Cabine de Mabel (Won in a closet) de Mabel Normand
- 1914 : Charlot garçon de café (Caught in a Cabaret) de Mabel Normand
- 1914 : Hello, Mabel (en) de Mack Sennett
- 1914 : Charlot papa (His Trysting Place) de Charles Chaplin
- 1914 : Le Roman comique de Charlot et Lolotte (Tillie's Punctured Romance) de Mack Sennett
- 1915 : Love, Loot and Crash de Mack Sennett
- 1915 : Un lâche (The Coward) de Thomas H. Ince et Reginald Barker
- 1916 : A Movie Star de Fred Hibbard
- 1916 : His Bread and Butter d'Edward F. Cline
- 1916 : A Dash of Courage de Charley Chase
- 1916 : Hearts and Sparks de Charley Chase
- 1916 : A La Cabaret de Walter Wright
- 1918 : Inside the Lines de David Hartford
- 1918 : Madame Qui ? (Madam Who?) de Reginald Barker
- 1919 : Sis Hopkins de Clarence G. Badger
- 1920 : Honest Hutch de Clarence G. Badger
- 1920 : Les Protégés de Jim (Jes' Call Me Jim) de Clarence G. Badger
- 1921 : Un héros malgré lui (An Unwilling Hero) de Clarence G. Badger
- 1923 : Desire de Rowland V. Lee
- 1923 : L'Escapade (Crinoline and Romance) de Harry Beaumont
- 1927 : The Heart of Maryland de Lloyd Bacon
- 1927 : The Missing Link de Charles Reisner
- 1928 : Mon rabbin chez mon curé (Abie's Irish Rose) de Victor Fleming
- 1933 : Treason de George B. Seitz